# Iggy Azalea

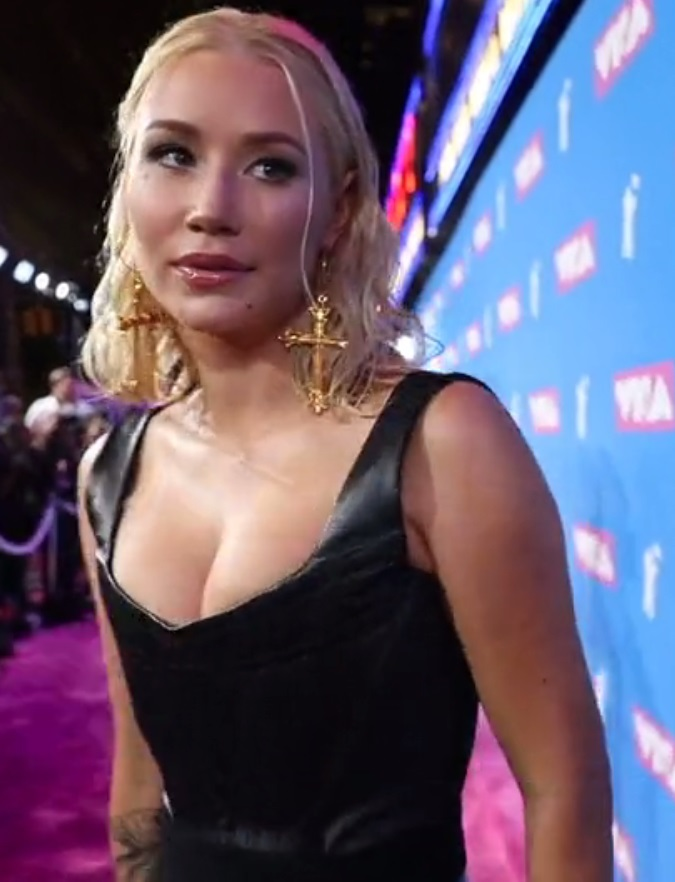
Iggy Azalea (2018)

Iggy Azalea (* 7. Juni 1990 in Sydney, New South Wales; bürgerlich Amethyst Amelia Kelly) ist eine australische Rapperin. Zu ihren erfolgreichsten Musikstücken zählen die Songs Fancy und Black Widow.

## Leben
Iggy Azalea wurde als Amethyst Amelia Kelly in Sydney, New South Wales, als Tochter eines Comiczeichners und einer Reinigungskraft geboren. Laut eigener Aussage ist sie teilweise aboriginischer Abstammung, ihr Nachname Kelly stammt aus Irland. Ihre Familie zog nach Mullumbimby, New South Wales, als sie noch ein Kind war. Dort begann sie im Alter von 14 Jahren zu musizieren und hatte ihre erste Band. Kurz vor ihrem 16. Geburtstag brach Azalea die High School ab und zog in die Vereinigten Staaten, wobei sie ihren Eltern sagte, dass sie dort nur Urlaub machen wolle. Nachdem sie in Miami angekommen war, teilte sie ihren Eltern mit, dass sie von nun an in den Vereinigten Staaten bleiben werde. Nach ihrer Ankunft bestand sie den General Educational Development Test.
Ihr Künstlername besteht aus dem Namen ihres früheren Hundes Iggy sowie der Azalea Street, in der sie aufgewachsen ist. Azalea arbeitet seit Ende 2012 auch als Model für Levi’s-Jeans.

## Musikalische Karriere

### Karrierebeginn
Nach Umzügen nach Houston und Atlanta zog Azalea auf Anraten eines Mitarbeiters einer Plattenfirma nach Los Angeles, um ihre Rapkarriere zu forcieren. Ab 2011 begann sie, einige Videos von ihrem Freestyle auf ihrem YouTube-Kanal hochzuladen. Am 27. September 2011 veröffentlichte sie ihr erstes Mixtape Ignorant Art, welches unter anderem einen Gastbeitrag von YG enthält. Der Song Pu$$y, welcher bereits vorher auf Azaleas YouTube-Account zu sehen war und ebenfalls auf dem Mixtape enthalten ist, erreichte, auch durch das Musikvideo, einige mediale Aufmerksamkeit. Im November 2011 veröffentlichte Azalea ein Musikvideo zu ihrem Song My World, in dem der Schauspieler und Wrestler Tommy Lister Jr. einen Cameo-Auftritt hat. Azalea gab bekannt, dass sie ihr erstes Studioalbum veröffentlichen möchte, sobald sie bei einem Major-Label unter Vertrag steht. Für dieses gewann sie den US-amerikanischen Rapper T.I. als Produzenten. Eine Zusammenarbeit mit dem Label Interscope Records scheiterte an deren Einverständnis zur Zusammenarbeit mit T.I., sodass sie bei T.I.’s eigenem Independent-Label Grand Hustle Records unter Vertrag genommen wurde. Am 26. März 2012 veröffentlichte Azalea den Song Murda Bizness, welcher eine Strophe von T.I. enthält, auf ihrem YouTube-Kanal. Ursprünglich war geplant, diesen Song als Lead-Single für ihr erstes Studioalbum The New Classic zu veröffentlichen, erschien dann jedoch auf ihrer Extended Play Glory, welche sie am 30. Juli 2012 veröffentlichte. Der zweite Song, Millionaire Misfits, wurde am 24. Juni 2012 veröffentlicht und konnte sich, ebenfalls wie Murda Bizness, nicht in den Charts platzieren. Am 11. Oktober 2012 wurde Azaleas zweites Mixtape TrapGold veröffentlicht. Mit Steve Aoki trat sie 2012 vor 80.000 Zuschauern in Las Vegas auf. Im selben Jahr kürte ein US-amerikanisches Rap-Magazin sie zur vielversprechendsten Newcomerin des Jahres.

### 2013–2014:The New ClassicundReclassified

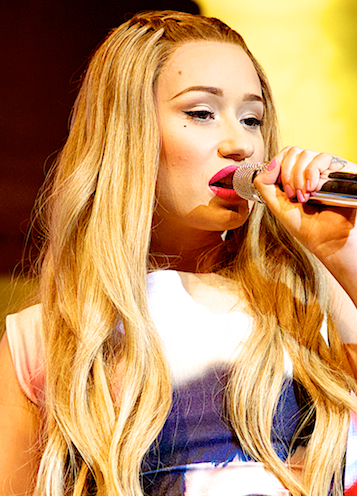
Iggy Azalea (2014)

Im Januar und Februar 2013 war Iggy Azalea im Vorprogramm von Rita Oras Radioactive Tour tätig und stellte dabei unter anderem ihre Single Work vor, welche zugleich die Lead-Single ihres Debüt-Album wurde. Außerdem begleitete sie ebenfalls den Rapper Nas auf seiner Europatournee. Am 13. Februar 2013 gab sie bekannt, dass sie bei der Plattenfirma Mercury Records unterschrieben hatte. Work erreichte Platz 17 in den britischen Singlecharts sowie Platz 54 in den US-amerikanischen Billboard Hot 100 und war somit Azaleas erster kommerzieller Erfolg. Inzwischen wurde die Single in den Vereinigten Staaten mit einer Platinschallplatte und im Vereinigten Königreich mit einer Silbernen Schallplatte ausgezeichnet. Am 26. April 2013 erschien in Europa ihre zweite Single Bounce. Diese erreichte ebenfalls die Top-20 in Großbritannien, wurde in Nordamerika jedoch nicht als Single veröffentlicht. Es folgte eine Zusammenarbeit mit T.I. für das Lied Change Your Life, bei dem der Rapper eine Strophe beisteuerte. Diese Single war mit Platz 10 die bis dahin erfolgreichste Veröffentlichung von Azalea in Großbritannien. In den Vereinigten Staaten konnte sich die Single nicht platzieren. Im Oktober 2013 trat Azalea als Vorprogramm von Beyoncés The Mrs. Carter Show World Tour bei den Konzerten in Australien auf. Obwohl die Arbeiten an ihrem ersten Studioalbum The New Classic bereits im Oktober 2013 abgeschlossen waren, entschloss sich die Plattenfirma für eine spätere Veröffentlichung im März 2014. Am 10. November 2013 führte Azalea gemeinsam mit Robin Thicke den Song Blurred Lines bei den MTV Europe Music Awards 2013 auf.
Am 17. Februar veröffentlichte Azalea den Song Fancy, eine Zusammenarbeit mit der britischen Sängerin und Songwriterin Charli XCX. Fancy existierte bereits seit einigen Wochen unter dem Namen Leave It als Leak im Internet. Der Song wurde die bisher erfolgreichste Veröffentlichung von Azalea und erreichte Platz 1 der Billboard Hot 100 und Platz 1 in Neuseeland sowie die Top-5 in Australien und Großbritannien. Allein in den Vereinigten Staaten wurde Fancy bisher mehr als 4.000.000 mal verkauft. Des Weiteren war der Song in den Kategorien Record of the Year und Best Pop Duo or Group Performance bei den Grammy Awards 2015 nominiert. Ihr Debüt-Album The New Classic wurde schlussendlich am 21. April 2014 veröffentlicht. Eine Woche später, am 28. April 2014, erschien die Single Problem, ein Lied von Ariana Grande in Zusammenarbeit mit Iggy Azalea. Diese Single war genauso erfolgreich wie Fancy und stellte Azaleas ersten Nummer-eins-Hit in Großbritannien dar. In den Vereinigten Staaten konnte Problem Platz 2 erreichen und wurde nur von Azaleas eigener Single Fancy geschlagen. Damit ist sie nach Mariah Carey und Ashanti die dritte Künstlerin, die gleichzeitig auf Platz 1 und 2 in den Billboard Hot 100 platziert war, sowie die fünfte Rapperin, die Platz 1 in diesen Charts erreichen konnte. Am 8. Juli 2014 wurde die Single Black Widow veröffentlicht, welche ursprünglich von Katy Perry geschrieben worden ist, jedoch aus Zeitmangel nicht aufgenommen wurde, so dass Azalea diese mit Rita Ora aufnahm. Auch dieser Song erreichte die Top-5 im Vereinigten Königreich und den Vereinigten Staaten und erhielt unter anderem 2-fach Platin in den USA.
Am 21. November 2014 erschien Reclassified als Wiederveröffentlichung von The New Classic. Das Album enthält neben sieben bereits auf der ersten Version enthaltenen Songs fünf neue Lieder. Als erste Singleveröffentlichung wurde Beg for It am 24. Oktober 2014 veröffentlicht. Die Nachfolgesingle Trouble, bei der Jennifer Hudson mitgewirkt hat, erreichte die Top-10 im Vereinigten Königreich.

### 2015–heute:Survive the SummerundIn My Defense

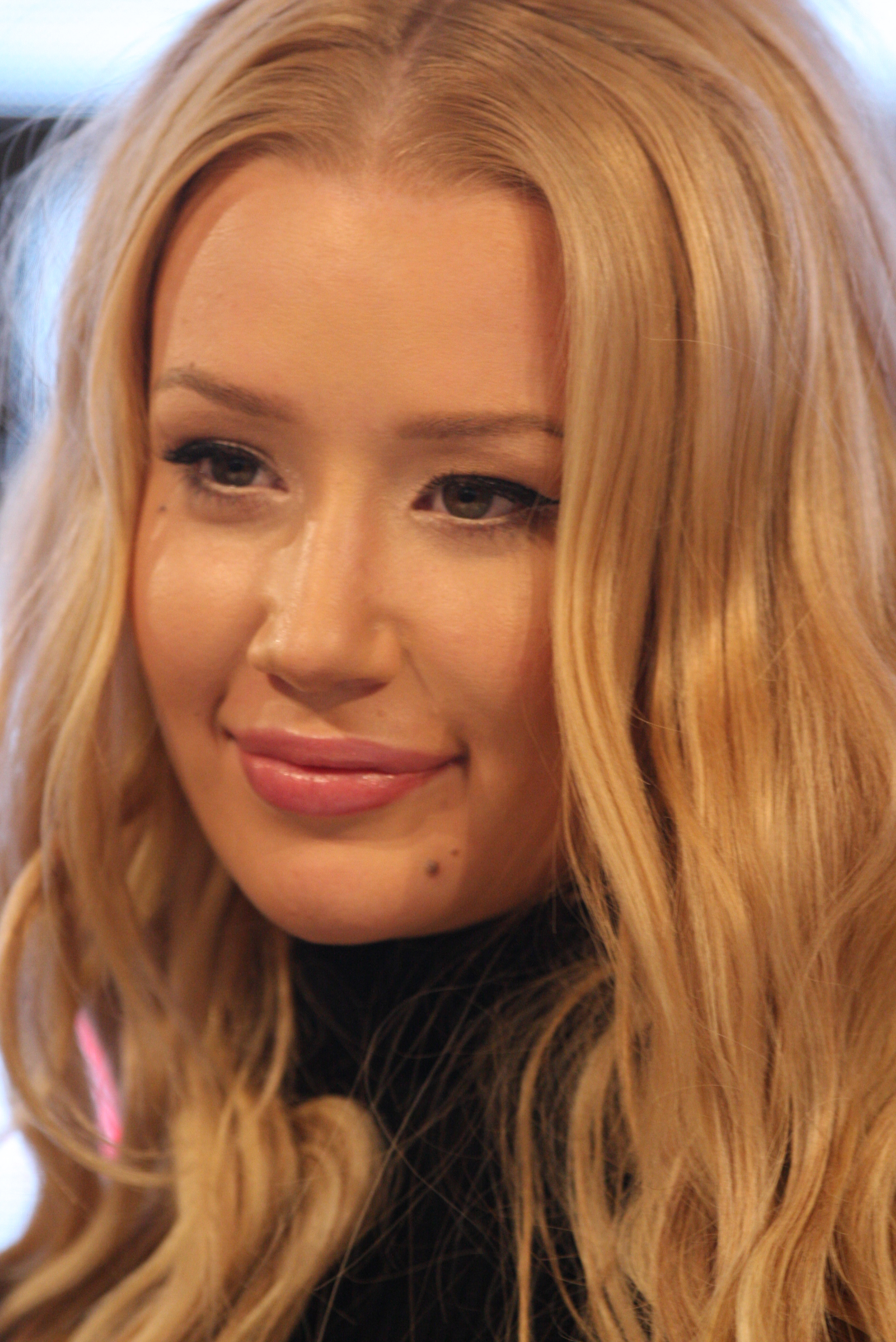
Iggy Azalea (2015)

Am 10. Dezember 2014 gab Azalea bekannt, dass sie 2015 auf Tour gehen wird. Der Name der Tour lautet The Great Escape Tour und soll sich laut ihr auf ihr kommendes Studioalbum beziehen, welches sie außerdem auf dieser Tour promotet. Nachdem die Tour im März 2015 verschoben wurde, gab Azaleas Management im Mai 2015 bekannt, dass die Tour komplett abgesagt wird und für 2016, zur Fertigstellung ihres zweiten Studioalbums, eine neue Tournee geplant ist.
Im Januar 2015 gab Azalea bekannt, dass sie an ihrem zweiten Studioalbum arbeite. Am 4. Mai 2015 erschien die Single Pretty Girls, ein Duett mit Britney Spears, welche kommerziell hinter den Erwartungen zurück blieb. Azalea machte dafür fehlende Werbung und Fernsehauftritte verantwortlich, wodurch es zu Verstimmungen mit ihrer Duettpartnerin Britney Spears kam. Im Oktober 2015 gab Azalea bekannt, dass ihr neues Studioalbum den Titel Digital Distortion tragen wird. Die Veröffentlichung der Lead-Single war ursprünglich für Oktober 2015 geplant. Anfang März 2016 kündigte Azalea auf Twitter die Lead-Single Team schließlich zum 18. März 2016 an. Die Veröffentlichung des Albums wurde auf 2018 verschoben. Am 24. März 2017 veröffentlichte Azalea die zweite Single Mo Bounce. Anschließend erschien Switch, ein gemeinsamer Song mit der brasilianischen Sängerin Anitta. Anfang Dezember 2017 änderte Azalea jedoch den Titel des Albums zu Survive the Summer und gab die Veröffentlichung der ersten Single Savior mit dem Rapper Quavo bekannt.
Am 6. Juli 2018 erschienen die beiden Titel Kream (in Zusammenarbeit mit dem Rapper Tyga) und Tokyo Snow Trip für Azaleas EP Survive the Summer zum Download.
Azaleas zweites Studioalbum In My Defense wurde am 19. Juli 2019 veröffentlicht und konnte nicht mehr an die kommerziellen Erfolge ihres Debütalbums anknüpfen. Als Single-Auskopplungen wurden Sally Walker, Started und Fuck It Up mit der Rapperin Kash Doll veröffentlicht. Nur im Vereinigten Königreich platzierten sich die Songs einigermaßen erfolgreich in den Charts.

## Diskografie
Studioalben

| Jahr | Titel                                        | Höchstplatzierung, Gesamtwochen, AuszeichnungChartplatzierungen (Jahr, Titel, Platzierungen, Wochen, Auszeichnungen, Anmerkungen) | Höchstplatzierung, Gesamtwochen, AuszeichnungChartplatzierungen (Jahr, Titel, Platzierungen, Wochen, Auszeichnungen, Anmerkungen) | Höchstplatzierung, Gesamtwochen, AuszeichnungChartplatzierungen (Jahr, Titel, Platzierungen, Wochen, Auszeichnungen, Anmerkungen) | Höchstplatzierung, Gesamtwochen, AuszeichnungChartplatzierungen (Jahr, Titel, Platzierungen, Wochen, Auszeichnungen, Anmerkungen) | Höchstplatzierung, Gesamtwochen, AuszeichnungChartplatzierungen (Jahr, Titel, Platzierungen, Wochen, Auszeichnungen, Anmerkungen) | Höchstplatzierung, Gesamtwochen, AuszeichnungChartplatzierungen (Jahr, Titel, Platzierungen, Wochen, Auszeichnungen, Anmerkungen) | Höchstplatzierung, Gesamtwochen, AuszeichnungChartplatzierungen (Jahr, Titel, Platzierungen, Wochen, Auszeichnungen, Anmerkungen) | Anmerkungen                                                                                            |
| Jahr | Titel                                        | DE | AT | CH | UK | US | AU | NZ | Anmerkungen                                                                                            |
| ---- | -------------------------------------------- | --- | --- | --- | --- | --- | --- | --- | --- |
| 2014 | The New Classic Virgin EMI Records           | DE83 (1 Wo.)DE | — | — | UK5 Gold · (22 Wo.)UK | US3 ×2Doppelplatin · (43 Wo.)US                                                                                                   | AU2 Gold · (22 Wo.)AU | NZ3 Platin · (13 Wo.)NZ | Erstveröffentlichung: 21. April 2014 Verkäufe: + 2.240.000                                             |
| 2014 | Reclassified Virgin EMI Records              | — | — | — | UK38 Gold · (5 Wo.)UK | US16 (27 Wo.)US | AU32 (1 Wo.)AU | NZ— GoldNZ | Erstveröffentlichung: 24. November 2014 Wiederveröffentlichung von The New Classic Verkäufe: + 117.500 |
| 2019 | In My Defense Bad Dreams Records, Empire     | — | — | — | — | US50 (1 Wo.)US | — | — | Erstveröffentlichung: 19. Juli 2019                                                                    |
| 2021 | The End of an Era Bad Dreams Records, Empire | — | — | — | — | — | — | — | Erstveröffentlichung: 13. August 2021                                                                  |

## Filmografie
| Jahr | Titel            | Rolle                  | Notiz         |
| ---- | ---------------- | ---------------------- | ------------- |
| 2015 | Fast & Furious 7 | weibliche Rennfahrerin | Cameoauftritt |

## Kontroversen
Azalea sagte ihren Auftritt bei der Pittsburgh Pride Veranstaltung 2015 ab, da sie für eine Reihe von Kommentaren im Onlinedienst Twitter mit rassistischem und homophobem Inhalt aus dem Jahr 2011 kritisiert worden war, nachdem ihr geplanter Auftritt bekannt gegeben worden war. Sie erklärte zu den inzwischen gelöschten Kommentaren ursprünglich, dass sie nicht für die Öffentlichkeit bestimmt waren, entschuldigte sich nun aber für die Äußerungen, die sie als unüberlegt bezeichnete. Sie erklärte ihre Absage damit, dass ihr Auftritt nun von dem eigentlichen Anliegen der Veranstaltung ablenken würde.

## Trivia
Einige Musikvideos von Azalea stellen eine Hommage an berühmte Filme dar, so unter anderem das Musikvideo zu Fancy (Hommage an Clueless – Was sonst!), das Musikvideo zu Work (Hommage an Priscilla – Königin der Wüste) und das Musikvideo zu Black Widow (Hommage an Kill Bill – Volume 1).